# Eleições estaduais no Piauí em 1974
As eleições estaduais no Piauí em 1974 aconteceram em duas etapas conforme previa o Ato Institucional Número Três e assim a eleição indireta do governador Dirceu Arcoverde e do vice-governador Djalma Veloso foi em 3 de outubro e a escolha do senador Petrônio Portela, oito deputados federais e vinte e quatro estaduais se deu em 15 de novembro sob um receituário aplicado aos 22 estados e aos territórios federais do Amapá, Rondônia e Roraima, sendo que os piauienses residentes no Distrito Federal escolheram seus representantes no Congresso Nacional por força da Lei n.º 6.091 de 15 de agosto de 1974.
Formado em Medicina em 1949 pela Universidade Federal do Rio de Janeiro, Dirceu Arcoverde tinha ligações com o PSD e foi professor da Universidade Federal do Piauí antes de assumir o cargo de secretário de Saúde no governo Alberto Silva até que foi escolhido governador pelo presidente Ernesto Geisel em 1974 e chegou ao Palácio de Karnak pela ARENA.
Seu companheiro de chapa foi o advogado Djalma Veloso que, nascido em Valença do Piauí, formou-se pela Universidade Federal da Bahia. Membro do diretório estadual da UDN, foi eleito deputado estadual em 1954, 1958 e 1962, renovando o mandato pela ARENA em 1966 e 1970, além de ocupar o cargo de secretário de Segurança no governo Chagas Rodrigues. Eleito vice-governador do Piauí em 1974, assumiu o governo em 14 de agosto de 1978 quando Dirceu Arcoverde deixou o mandato para concorrer ao Senado Federal.
Para senador o vitorioso foi Petrônio Portela, advogado formado em 1951 na Universidade Federal do Rio de Janeiro que derrotou seu colega de profissão, Manoel Lopes Veloso (MDB) com votação recorde. Oriundo da UDN foi eleito deputado estadual em 1954, prefeito de Teresina em 1958 e governador do Piauí em 1962 ingressando na ARENA mediante o Regime Militar de 1964 elegendo-se senador em 1966.

## Resultado das eleições para governador
Em eleição realizada pelos vinte e um membros da Assembleia Legislativa do Piauí, houve dois votos contrários e duas ausências, com a ARENA votando a favor do eleito.
| Candidatos a governador do estado | Candidatos a vice-governador | Número | Coligação             | Votação | Percentual |
| --------------------------------- | ---------------------------- | ------ | --------------------- | ------- | ---------- |
| Dirceu Arcoverde ARENA            | Djalma Veloso ARENA          | -      | ARENA (sem coligação) | 17      | 89,47%     |
| Fontes:                           |                              |        |                       |         |            |

## Resultado das eleições para senador
Segundo o Tribunal Superior Eleitoral compareceram às urnas 441.238 eleitores dos quais 49.437 (11,20%) votaram em branco e 17.789 (4,03%) anularam o voto com os 374.012 votos nominais assim distribuídos:
| Candidatos a senador da República | Candidatos a suplente de senador | Número | Coligação             | Votação | Percentual |
| --------------------------------- | -------------------------------- | ------ | --------------------- | ------- | ---------- |
| Petrônio Portela ARENA            | Bernardino Viana ARENA           | -      | ARENA (sem coligação) | 279.350 | 74,69%     |
| Manoel Lopes Veloso MDB           | José Emílio Omatti MDB           | -      | MDB (sem coligação)   | 94.662  | 25,31%     |
| Fontes:                           |                                  |        |                       |         |            |

## Deputados federais eleitos
São relacionados os candidatos eleitos com informações complementares da Câmara dos Deputados.

Representação eleita
  ARENA: 7
  MDB: 1

| Deputados federais eleitos | Partido | Votação | Percentual | Cidade onde nasceu | Unidade federativa |
| Adalberto Correia Lima     | ARENA   | 42.031  | 10,25%     | Tauá               | Ceará              |
| Murilo Rezende             | ARENA   | 40.432  | 9,86%      | Piripiri           | Piauí              |
| Paulo Ferraz               | ARENA   | 39.905  | 9,73%      | Teresina           | Piauí              |
| Pinheiro Machado           | ARENA   | 38.130  | 9,30%      | Parnaíba           | Piauí              |
| Hugo Napoleão              | ARENA   | 38.075  | 9,28%      | Portland           | Estados Unidos     |
| João Clímaco d'Almeida     | ARENA   | 32.052  | 7,82%      | Teresina           | Piauí              |
| Dirno Pires                | ARENA   | 31.172  | 7,60%      | Rio de Janeiro     | Rio de Janeiro     |
| Celso Barros               | MDB     | 23.199  | 5,66%      | Pastos Bons        | Maranhão           |
| Fontes:                    |         |         |            |                    |                    |

## Deputados estaduais eleitos
Das vinte e quatro vagas em disputa a ARENA conquistou vinte.

Representação eleita
  ARENA: 20
  MDB: 4

| Deputados estaduais eleitos | Partido | Votação | Percentual | Cidade onde nasceu  | Unidade federativa |
| Ribeiro Magalhães           | ARENA   | 16.702  | 4,08%      | Piracuruca          | Piauí              |
| Francisco Figueiredo        | MDB     | 15.323  | 3,74%      | União               | Piauí              |
| Sebastião Leal              | ARENA   | 15.051  | 3,68%      | Uruçuí              | Piauí              |
| Carvalho e Silva            | ARENA   | 11.899  | 2,91%      | Teresina            | Piauí              |
| Afrânio Nunes               | ARENA   | 11.707  | 2,86%      | Amarante            | Piauí              |
| Bona Medeiros               | ARENA   | 11.472  | 2,80%      | União               | Piauí              |
| João Lobo                   | ARENA   | 11.180  | 2,73%      | Floriano            | Piauí              |
| Wilson Parente              | ARENA   | 10.911  | 2,67%      | Cristino Castro     | Piauí              |
| Wilson Brandão              | ARENA   | 9.998   | 2,44%      | Pedro II            | Piauí              |
| Walmor Carvalho             | ARENA   | 9.945   | 2,43%      | Oeiras              | Piauí              |
| Freitas Neto                | ARENA   | 9.892   | 2,42%      | Teresina            | Piauí              |
| Roberto Raulino             | ARENA   | 9.803   | 2,39%      | Altos               | Piauí              |
| Humberto Silveira           | ARENA   | 9.441   | 2,31%      | Jaicós              | Piauí              |
| Sabino Paulo                | ARENA   | 8.836   | 2,16%      | São João do Piauí   | Piauí              |
| Barros Araújo               | ARENA   | 8.833   | 2,16%      | Picos               | Piauí              |
| José de Castro              | ARENA   | 8.513   | 2,08%      | São Raimundo Nonato | Piauí              |
| Joaquim Bezerra             | ARENA   | 8.294   | 2,03%      | Pio IX              | Piauí              |
| Waldemar Macedo             | ARENA   | 8.204   | 2,00%      | São Raimundo Nonato | Piauí              |
| Nogueira Filho              | MDB     | 8.096   | 1,98%      | Pedro II            | Piauí              |
| Oscar Eulálio               | MDB     | 7.874   | 1,92%      | Picos               | Piauí              |
| Juarez Tapety               | ARENA   | 7.868   | 1,92%      | Oeiras              | Piauí              |
| Homero Castelo Branco       | ARENA   | 7.696   | 1,88%      | Amarante            | Piauí              |
| Carlos Augusto              | ARENA   | 7.610   | 1,86%      | Campo Maior         | Piauí              |
| Bruno dos Santos            | MDB     | 6.986   | 1,71%      | Amarante            | Piauí              |
| Fontes:                     |         |         |            |                     |                    |